# Irmgard Gylstorff
Irmgard Maria Gylstorff, geb. Hampp, gesch. Saßenhoff, (* 3. April 1912 in München; † 27. Juni 1990 ebenda) war eine deutsche Wissenschaftlerin und erste westdeutsche Professorin für Veterinärmedizin.

## Leben
Irmgard Hampp war die Tochter eines Volksschullehrers und wuchs auf dem Bauernhof der Großeltern im Regierungsbezirk Schwaben auf. Sie besuchte bis 1931 das Mädchenlyzeum bzw. Mädchenreformrealgymnasium und begann im gleichen Jahr ihr Studium der Veterinärmedizin als eine von damals drei Frauen unter 400 männlichen Kommilitonen an der Tierärztliche Fakultät der LMU in München. 1933 heiratete sie den Dipl. agr. Julius Saßenhoff, beendete 1935 erfolgreich ihr Studium und arbeitete zunächst am Schlachthof München bis kurz vor ihrer Approbation und Promotion Mitte 1936. Danach arbeitete Dr. vet. med. Irmgard Saßenhoff am Tierpathologischen Institut der Universität München, zuerst als wissenschaftliche Assistentin und ab 1939 als Leiterin. Trotz der Schließung der Tierärztlichen Fakultät als einziger Fakultät der Universität München nach Ausbruch des Zweiten Weltkrieges und der starken Zerstörung des Gebäudes der Institution durch Bombenangriffe war es ihr möglich, in den Laboratorien des Pferdelazaretts auf dem Oberwiesenfeld die anfallenden Untersuchungen des Instituts für Tierpathologie weiter durchzuführen und durch ihre Arbeit die weitere Nutzung dies Geländes durch die Tiermedizinische Fakultät zu sichern. In ihrer Funktion als erste deutsche Amtstierärztin ab 1939 musste sie sich in ihrem Beruf stets neu beweisen, insbesondere gegenüber den militärischen Kollegen. Nach Kriegsende war sie in den Jahren von 1945 bis 1952 planmäßige Assistentin des tierpathologischen Instituts und ebenfalls von 1945 bis 1960 Leiterin des Kleintiergesundheitsdienstes des Bayerischen Staatsministeriums für Landwirtschaft und Forsten (StMLF).
1952 habilitierte die zwischenzeitlich geschiedene Mutter zweier Kinder im Fach Pathologie als erste nach Kriegsende an der Münchener Fakultät und war zunächst Privatdozent, ab 1958 dann außerplanmäßige Professorin. Damit war sie die erste veterinärmedizinische Professorin in Westdeutschland. 1960 ging sie an die Tierärztliche Hochschule Hannover als erste Lehrstuhlinhaberin in Westeuropa für Geflügelkrankheiten und Tierhygiene und kehrte 1965 zurück nach München an den Lehrstuhl für Geflügelkunde, den sie bis zur Emeritierung im Jahr 1981 innehatte. Zwischenzeitlich wurde sie 1969 zum Dekan der Tierärztlichen Fakultät, 1971 zum Prodekan gewählt.
Irmgard Gylstorff gilt als Begründerin des Fachgebietes Geflügelkrankheiten und erhielt für ihre wissenschaftlichen Verdienste zahlreiche Auszeichnungen und Ehrungen. In München ist die Irmgard-Gylstorff-Straße nach ihr benannt.